# 旺萨
旺萨（法語：Vensat，法語發音：[vɑ̃sa]）是法国多姆山省的一个市镇，属于里永区。

## 地理
旺萨（46°2'43"N, 3°11'7"E）面积16.11 平方千米，位于法国奥弗涅-罗讷-阿尔卑斯大区多姆山省，该省份为法国中南部省份，北起阿列省接壤，东临卢瓦尔省，南至上盧瓦爾省和康塔爾省，西接科雷兹省和克勒兹省。
与旺萨接壤的市镇（或旧市镇、城区）包括：圣普列斯特当德洛、艾格佩斯、尚村、沙普蒂扎、蒙庞西耶、圣阿古兰、圣热内斯迪雷茨。

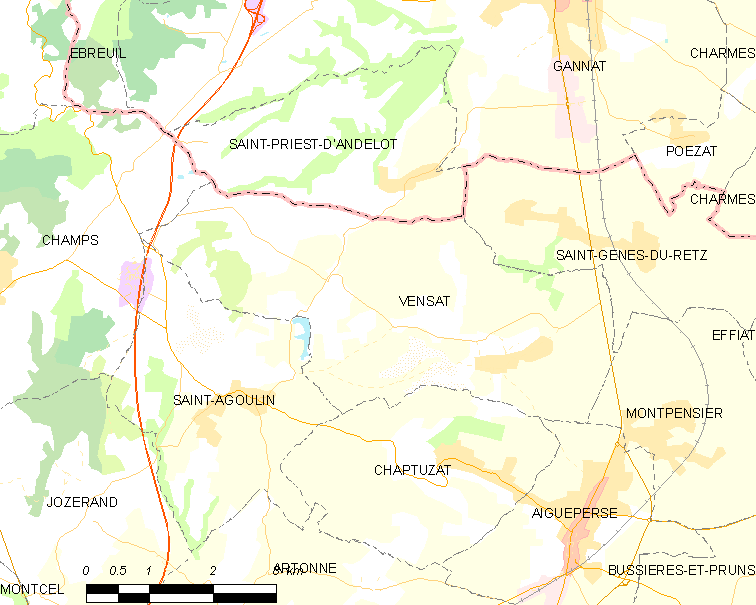
旺萨的OSM定位图

旺萨的时区为UTC+01:00、UTC+02:00（夏令时）。

## 行政
旺萨的邮政编码为63260，INSEE市镇编码为63446。

## 政治
旺萨所属的省级选区为艾格佩斯县。

## 人口

1962-2008年间旺萨人口变化图示

旺萨于2022年1月1日时的人口数量为550人。